# رمانتساکو
رمانتساکو (به ایتالیایی: Remanzacco) یک کومونه در ایتالیا است که در استان اودینه واقع شده‌است.

## خصوصیات
رمانتساکو ۳۰٫۶ کیلومترمربع مساحت و ۵٬۷۷۴ نفر جمعیت دارد.